# Jansen & Kowalski
Jansen & Kowalski war ein Hamburger Musik-Duo.

## Mitglieder

### Jansen
Florian Pfeifle (* 14. Juli 1978 in Hamburg) beherrscht diverse Musikinstrumente, darunter Keyboard, Klavier, Gitarre, Saxophon und Banjo.

### Kowalski
Aram Pirmoradi (* 21. Juni 1979 in Boston (Massachusetts), USA) ist in Hamburg als Sohn persischer Eltern aufgewachsen. Er ist für den Gesang verantwortlich, spielt darüber hinaus auch Gitarre und Bass.

## Bandgeschichte
Jansen & Kowalski waren bereits seit Mitte der 1990er Jahre musikalisch zusammen aktiv bei der Hamburger Szeneband „Klaus Kinski Band“, welche sich den Genres Blaxploitation und Soul Jazz verschrieben hatte. 2004 gründeten die beiden ihre eigene Band und veröffentlichten ihre erste Single Action. Zusammen mit Das Bo kam dann als dritte Single Wie geil ist das denn? (Dicke Anbiete), zu der Bernd Possardt das Musikvideo drehte. Zudem wurden sie bereits kurz nach ihrer Gründung als Support von 2raumwohnung und Seeed engagiert. Beim Bundesvision Song Contest 2005 belegten Jansen & Kowalski für Sachsen-Anhalt startend den 13. Platz mit dem Titel Mamacita, der zweiten Single der Band. Am 15. August 2005 veröffentlichten sie ihr Debütalbum Action bei Universal Music, das von Andreas Herbig (Fettes Brot, Busta Rhymes, Juli, Reamonn) gemischt wurde und an dem neben Das Bo auch Philipp von Deichkind als Features mitwirkten. An ihre Musik stellten sie den Anspruch: „Es geht uns um eine neue Art von Popsong: innovativ und frisch, hip und natürlich auch für die Ladies… Ehrlicher Kram, der einem die Schuhe auszieht und nicht wie durchgelutschter Kaugummi rüberkommt.“ Für Dendemanns 2006 veröffentlichtes Album Die Pfütze des Eisbergs produzierten Jansen & Kowalski einige Beats. Inzwischen trennten sich die Wege der beiden Musiker.

## Diskografie

### Alben
- 2005: Action

### Singles
- 2004: Wie geil ist das denn? (Dicke Anbiete) feat. Das Bo
- 2005: Mamacita